# Сейнт Луис
Сейнт Луис (на английски: Saint Louis) е град в централната част на Съединените американски щати в щата Мисури. Градът е наречен на френския крал от XIII век Свети Луи IX.
Населението на града по оценка за 2021 г. е около 293 310 души с постоянна тенденция за намаляване от 1950 г., когато достига максимума 856 796 души. В градската агломерация живеят около 2604000 души (2000 г.). 
Сейнт Луис е разположен на западния бряг на река Мисисипи, точно под вливането в нея на Мисури, в областта на Вътрешните речни долини и хълмове. Основан е като търговски пост от Пиер Лаклед и неговия доведен син Огюст Шуто през 1763. Той е част от територията Луизиана, която е френско владение, но от 1768 до 1804 градът е под контрола на Испания. Луизиана, заедно с град Сейнт Луис, е закупена от САЩ през 1803 (виж Покупката на Луизиана).
През 19 век Сейнт Луис е една от отправните точки за експедициите, отправящи се към Дивия Запад. През 1817 в града пристига първият параход и Сейнт Луис, най-северното голямо пристанище по река Мисури, скоро се разраства в голям търговски център. Към средата на века той вече е най-големият град в САЩ, западно от Питсбърг, и второто по големина пристанище в страната след Ню Йорк. Американската гражданска война почти не засяга пряко града, но прекъсването на търговията с южните щати нанася тежки щети на икономиката на града.
Окръг Сейнт Луис е различен от град Сейнт Луис. Градът не е включен в границите на окръга, въпреки че двете административни единици граничат една с друга. Градът спечелва прякора си „Вратата към Запада“ (на английски: Gateway to the West), защото някога преселниците на запад тръгвали оттам, и запазва този прякор и до днес.

## Архитектура и забележителности
Сейнт Луис притежава няколко важни забележителности от архитектурата от 19 век. 
- Ботаническата градина „Мисури“ е основана през 1859 г. и е една от най-старите ботанически институции в Съединените щати и национална историческа забележителност. Тя се простира на 320 декара земя в квартал Шоу, включително японска градина от 57 дка и оранжерията с геодезичен купол „Климатрон“.

- Ботаническата градина „Мисури“ с Горската кула на обсерваторията
- Геодезичният купол „Климатрон“ на оранжерията в ботаническата градина

- Старата съдебна палата е построена във федерален стил и завършена през 1828 г. Служила е като федерален и щатски съд. [8]
- Кметството е сграда в центъра на западната част на града, проектирана от Харви Елис през 1892 г. в ренесансов възрожденски стил. Прилича на Кметството в Париж.

- Старата съдебна палата
- Кметството на Сейнт Луис, гледано от булевард „Тъкър“ (12-та улица)

- Обединената гара е построена през 1888 г. и е била главният пътнически междуградски влаков терминал в града. Някога е била най-голямата и натоварена жп гара в света. Трафикът достига пик от 100 000 души на ден през 1940 г. Последният пътнически влак от пътническата междуградска железопътна система на Амтрак напуска гарата през 1978 г. През 80-те години на миналия век сградата е превърната в хотел, търговски център и развлекателен комплекс. Днес тя също така продължава да обслужва местни транзитни пътници от лекото метро (MetroLink) и MetroBus. На 25 декември 2019 г. в Обединената гара отваря врати Аквариумът в Сейнт Луис. В комплекса има виенско колело с 42 гондоли, високо 61 метра. [9][10]

- Главната фасада на Обединената гара и площада с фонтани и скулптури на Карл Милс
- Голямата зала в Обединената гара

- Музеят на изкуството е проектиран от Кас Гилбърт и построен за Световното изложение през 1904 г. Съхранява картини, скулптури и културни предмети. Музеят се намира във Форест Парк, а входът е безплатен.
- Централната библиотека е проектирана от Кас Гилбърт и завършена през 1912 г. В сградата е обществената библиотека на града.

- Музеят на изкуството
- Централната библиотека

- Катедралната базилика на Сейнт Луис е започната през 1907 г. и завършена през 1914 г. Тя е седалището на архиепископията на Сейнт Луис. Църквата е известна с огромната си мозаечна инсталация, (която е  най-голямата в Западното полукълбо), гробни крипти и външната си скулптура. Дълга е 111 m и широка 62 m. Има 3 купола – един кръгъл и два островърхи. Централният купол е с диаметър 24 m, вътрешната му височина е 44 m, а външната – 69 m. През 1912 г. започва поставянето на мозайки в интериора и е завършено през 1988 г. Мозайките съдържат общо 41,5 милиона стъклени парчета в повече от 7000 цвята. Покривайки 7700 кв. м, това е най-голямата колекция от мозайки в света извън Русия. [11]

- Катедралната базилика
- Симфонична зала „Пауъл“

- Симфонична зала „Пауъл“ (известна и като Пауъл Хол и Театър Сейнт Луис) е домът на Симфоничния оркестър на Сейнт Луис. Сградата е проектирана от чикагската архитектурна фирма Rapp & Rapp. Построена и открита е през 1925 г. с 4100 места. Първоначално се е наричала Театър Сейнт Луис. Сградата е кръстена на Уолтър С. Пауъл, местен бизнесмен от Сейнт Луис, чиято вдовица дарява 1 милион долара за закупуването и използването на тази зала от симфоничния оркестър. Сградата е преустроена през 1968 г. и сега има 2683 места. Симфоничният оркестър на Сейнт Луис е създаден през 1880 г. и е вторият по възраст в САЩ след Нюйоркската филхармония. [12][13]
- Научният център, основан като планетариум през 1963 г., е колекция от сгради, включително научен музей и планетариум в югоизточния ъгъл на Форест Парк. С над 750 експоната в комплекс от над 28 дка той е сред най-големите от този тип в Съединените щати. Входът е свободен. Това е един от двата научни центъра в САЩ, които предлагат безплатен достъп. Планетариумът на Джеймс С. Макдонъл e проектиран от Гьо Обата и е построен през 1963 г. с хиперболоидна структура и тънко покритие. Тази сграда е един от най-отличителните компоненти на кампуса на научния център Сейнт Луис.[14]
- Градският музей съдържа експонати, които се състоят до голяма степен от преустроени архитектурни и промишлени обекти, разположени в бившата сграда на International Shoe в квартал „Вашингтон авеню лофт“. Открит е през октомври 1997 г. Музеят има повече от 700 000 посетители през 2010 г. [15]

- Градският музей
- Планетариумът „Макдонъл“ в Научния център

На 12 февруари 1963 г. в Сейнт Луис започва строителството на най-високата арка в света (190 m), получила прозвището „Врата към Запада“. Завършена е през 1965 г. и скоро става визитна картичка на Сейнт Луис.
В града традиционно се провеждат едни от най-силните шахматни състезания в света. 

## Политика
От 1928 г. в града е мнозинство електоратът на Демократическата партия, който от 80-те години на XX век превишава републиканците неколкократно. 

## Известни личности
Родени в Сейнт Луис
- Мая Анджелоу (1928 – 2014), писателка
- Джозефин Бейкър (1906 – 1975), танцьорка
- Чък Бери (1926 – 2017), музикант
- Евън Борн, кечист
- Дюк Джонсън (р. 1979), режисьор
- Ейкън (р. 1973), певец
- Томас Стърнз Елиът (1888 – 1965), писател
- Кандис Паркър (р. 1986), баскетболистка
- Франк Уилям Таусиг (1859 – 1940), икономист
- Вирджиния Харт (р. 1948), писателка
- Ал Хиршфелд (1903 – 2003), художник
- Стивън Чу (р. 1948), физик

Починали в Сейнт Луис
- Едуард Адълберт Дойзи (1893 – 1986), биохимик

Други личности, свързани със Сейнт Луис
- Ренди Ортън, кечист
- Джанюариъс Макгахан (1844 – 1878), журналист, живее в града през 1863 – 1868 г.
- Нели (р. 1974), певец, започва кариерата си и живее в града